# Within (album Wuthering Heights)
Within è il primo album in studio del gruppo danese Wuthering Heights, pubblicato nel 1999 dall'etichetta Sensory.

## Tracce
1. Enter the Cave – 3:08
2. Hunter in the Dark – 5:59
3. Too Great Thy Gift – 7:09
4. Sorrow in Memoriam – 8:31
5. Dreamwalker – 13:42
6. The Bird – 3:46
7. The Wanderer's Farewell – 5:20

## Formazione
- Erik Ravn – chitarra, voce
- Kristian "Krille" Andrén – voce
- Rune S. Brink – tastiere
- Kasper Gram – basso
- Morten Nødgaard – batteria